# 플리머스 바위

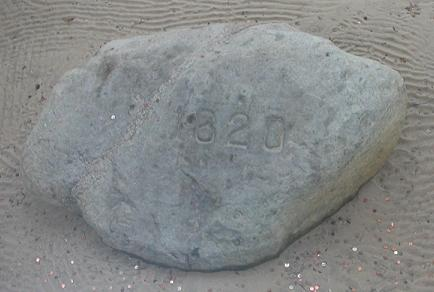
플리머스 락

플리머스 바위(Plymouth Rock)는 필그림 파더스가 1620년에 《메이플라워호》를 타고 플리머스(현재의 매사추세츠주 동해안)에 상륙했을 때, 최초로 밟았다고 전해지는 바위이다. 미합중국에 대한 저서로 잘 알려진 알렉시 드 토크빌도 이 바위에 대한 기록을 남겼다.

## 개요

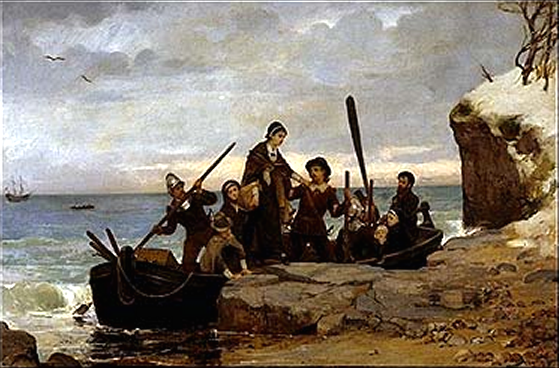
필그림의 상륙, 헨리 A. 베이컨 작, 1877

플리머스 록에 대한 설명은 17세기의 사료에서 찾을 수 없다. 예를 들어, 플리머스 식민지의 총독이었던 윌리엄 브래드포드의 연대기 《플리머스 식민지에 대해》(Of Plymouth Plantation)에서도, 《머트 이야기》(Mourt's Relation)에서도 이 바위에 대한 기록은 등장하지 않는다. 1741년 장로 토마스 혼스라는 노인은 "플리머스 락"이 순례자가 가장 먼저 디딘 바위라고 증언했다. 당시 94세였던 그는 플리머스 식민지의 초기 세대의 사람이었던 것과 주변에 그런 바위가 많지 않았던 이유로 그의 증언은 상당히 높은 신뢰성을 가지고 있었다.
미국 독립 전쟁이 발발하기 직전인 1774년, 바닷가에 돌출되어 있던 이 바위를 시내 광장으로 옮겨 설치하려는 시도가 있었다. 그러나 무리한 힘을 가해 당겼던 바위의 상단부가 깨져 버렸기 때문에, 그 상단부만 시 광장에 두기로 했다. 이후 1834년에 바위는 "필그림 홀"로 이전하였고 1880년에는 다시 해안으로 되돌려졌다. 이 때 "1620"이라는 숫자가 진하게 새겨지게 되었다.
비록 "미국 역사"를 증명하는 바위지만, 덩그라니 바위 하나만 놓여져 있으므로, 미국 최대의 "실망스런 명소"라는 사람도 있다.
백인에게는 기념할 만한 이 바위는 인디언들에게 침략과 인종 청소의 상징이었다. 1970년 《필그림 파더스 도착 350 주년 기념일》에 미국 최대의 인디언 권리 단체인 “아메리카 인디언 운동(AIM)"의 인디언 운동가 러셀 민즈 등이 메이플라워 2호의 돛대에 AIM에 기치를 내걸고 "플리머스 록"을 트럭 한 대분의 흙으로 메우는 시위를 했다.

## 같이 보기
- 메이플라워 호
- 플리머스 식민지